# 平均曲率
在微分几何中，一个曲面 {\displaystyle S} 的平均曲率（mean curvature）{\displaystyle H}，是一个“外在的”弯曲测量标准，局部地描述了一个曲面嵌入周围空间（比如二维曲面嵌入三维欧几里得空间）的曲率。
这个概念由索菲·热尔曼在她的著作《弹性理论》中最先引入。

## 定义
令 {\displaystyle p} 是曲面 {\displaystyle S} 上一点，考虑 {\displaystyle S} 上过 {\displaystyle p} 的所有曲线 {\displaystyle C_{i}}。每条这样的 {\displaystyle C_{i}} 在 {\displaystyle p} 点有一个伴随的曲率 {\displaystyle K_{i}}。在这些曲率 {\displaystyle K_{i}} 中，至少有一个极大值 {\displaystyle \kappa _{1}} 与极小值 {\displaystyle \kappa _{2}}，这两个曲率 {\displaystyle \kappa _{1},\kappa _{2}} 称为 {\displaystyle S} 的主曲率。
{\displaystyle p\in S} 的平均曲率是两个主曲率的平均值(斯皮瓦克 1999，第3卷，第2章)，由欧拉公式其实也是所有曲率的平均值，故有此名。
{\displaystyle H={1 \over 2}(\kappa _{1}+\kappa _{2})\ .}
利用第一基本形式与第二基本形式的系数，平均曲率表示为：
{\displaystyle H={\frac {LG-2MF+NE}{2(EG-F^{2})}}\ ,}
这里 {\displaystyle E,F,G} 是第一基本形式的系数，{\displaystyle L,M,N} 为第二基本形式的系数。
平均曲率可推广为更一般情形 (斯皮瓦克 1999，第4卷，第7章)，一个超曲面 {\displaystyle T} 的平均曲率为：
{\displaystyle H={\frac {1}{n}}\sum _{i=1}^{n}\kappa _{i}\ .}
更抽象地说，平均曲率是第二基本形式（或等价地，形算子）的迹 {\displaystyle \times {\frac {1}{n}}}。
另外，平均曲率 {\displaystyle H} 可以用共变导数 {\displaystyle \nabla } 写成 
{\displaystyle H{\vec {n}}=g^{ij}\nabla _{i}\nabla _{j}X\ ,}
这里利用了高斯-Weingarten 关系，{\displaystyle X(x,t)} 是一族光滑嵌入超曲面，{\displaystyle {\vec {n}}} 为单位法向量，而 {\displaystyle g_{ij}} 是度量张量。
一个曲面是极小曲面当且仅当平均曲率为零。此外，平面 {\displaystyle S} 平均曲率满足一个热型方程称为平均曲率流方程。  
有些作者會將平均曲率直接定為第二基本形式的迹（而並未{\displaystyle \times {\frac {1}{n}}}）。然而，這並不影響一個曲面是否成為一個極小曲面的條件。

### 3 维空间中曲面
对 3 维空间中的曲面，平均曲率与曲面的单位法向量相关：
{\displaystyle 2H=\nabla \cdot {\hat {n}}\ ,}
这里法向量的选取影响曲率的正负号。曲率的符号取决于法向量的方向：如果曲面“远离”法向量则曲率是正的。上面的公式对 3 维空间中任何方式定义的曲面都成立，只要能够计算单位法向量的散度。
对曲面是两个坐标的函数定义的曲面，比如 {\displaystyle z=S(x,y)}，使用向下的法向量平均曲率（的两倍）表示为
{\displaystyle {\begin{aligned}2H&=\nabla \cdot \left[{\frac {\nabla (S-z)}{|\nabla (S-z)|}}\right]\\&=\nabla \cdot \left[{\frac {\nabla S}{\sqrt {1+(\nabla S)^{2}}}}\right]\\&={\frac {\left[1+\left({\frac {\partial S}{\partial x}}\right)^{2}\right]{\frac {\partial ^{2}S}{\partial y^{2}}}-2{\frac {\partial S}{\partial x}}{\frac {\partial S}{\partial y}}{\frac {\partial ^{2}S}{\partial x\partial y}}+\left[1+\left({\frac {\partial S}{\partial y}}\right)^{2}\right]{\frac {\partial ^{2}S}{\partial x^{2}}}}{\left[1+\left({\frac {\partial S}{\partial x}}\right)^{2}+\left({\frac {\partial S}{\partial y}}\right)^{2}\right]^{\frac {3}{2}}}}.\end{aligned}}}
如果曲面还是轴对称的，满足 {\displaystyle z=S(r)}，则
{\displaystyle 2H={\frac {\frac {\partial ^{2}S}{\partial r^{2}}}{\left[1+\left({\frac {\partial S}{\partial r}}\right)^{2}\right]^{\frac {3}{2}}}}+{\frac {\frac {\partial S}{\partial r}}{r\left[1+\left({\frac {\partial S}{\partial r}}\right)^{2}\right]^{\frac {1}{2}}}}\ }

## 流体力学
在流体力学中使用的另外一种定义是不要因子 2：
{\displaystyle H_{f}=(\kappa _{1}+\kappa _{2})\ .}
这出现于楊-拉普拉斯公式中，平衡球状小滴内部的压力等于表面张力乘以 {\displaystyle H_{f}}；两个曲率等于小滴半径的倒数 {\displaystyle \kappa _{1}=\kappa _{2}=r^{-1}}。

## 极小曲面

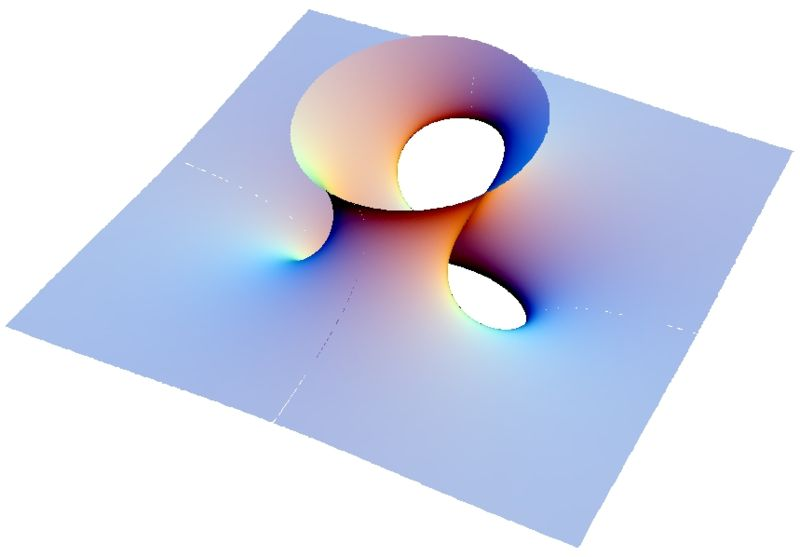
Costa 极小曲面示意图

一个极小曲面是所有点的平均曲率为零的曲面。经典例子有悬链曲面、螺旋面、Scherk 曲面与Enneper 曲面。新近发现的包括Costa极小曲面（1982年）与Gyroid（1970年）。
极小曲面的一个推广是考虑平均曲率为非零常数的曲面，球面和圆柱面就是这样的例子。Heinz Hopf的一个问题为是否存在曲率为非零常数的非球面闭曲面。球面是惟一具有常平均曲率且没有边界或奇点的曲面；如果允许自交，则存在平均曲率为非零常数的闭曲面，Wente在1986年曾构造出这样的自交环面(陈维桓 2006，4.6节)。